# Dendrobium virotii
Dendrobium virotii là một loài thực vật có hoa trong họ Lan. Loài này được Guillaumin mô tả khoa học đầu tiên năm 1941.